# Малоростівський гідрологічний заказник
Малоро́стівський гідрологічний заказник — типове для лісостепу Вінниччини болото.. Оголошена такою Рішенням 5 сесії 23 скликання Вінницької обласної ради від 29 квітня 1999 р.

## Географічне місце
Розташований у долині річки Жидь, у північній частині с. Мала Ростівка Оратівської селищної громади Вінницького району Вінницької області. Природоохоронний об'єкт знаходиться на землях Чагівського старостинського округу. Його площа становить 35,0 га.

## Опис
Ділянка сильно обводненого болота, яке заросло таким різнотрав'ям, як: рогіз, очерет, різні осоки (омська, здута, чорна, гостра), лепеха, півники болотні, калюжниця болотяна, конюшина шарудлива, герань лучна, щавель кінський, дягель, паслін солодко-гіркий, зніт болотяний, плакунові, цикута отруйна, оман високий, валеріана лікарська. Виявлено занесений до Червоної книги України — пальчатокорінник широколистий.
За фізико-географічним районуванням України ця територія, належить до Вінницько-Дашівського району області Подільського Побужжя Дністровсько-Дніпровської лісостепової провінції Лісостепової зони. Характерною для цієї ділянки є хвиляста, з яругами й балками, лесова височина з сірими і темно-сірими опідзоленими ґрунтами. З геоморфологічної точки зору описувана територія являє собою підвищену сильно розчленовану лесову акумулятивну рівнину позальодовикової області.
Клімат території є помірно континентальним. Для нього характерне тривале, нежарке літо, і порівняно недовга, м'яка зима. Середня температура січня становить — 6,5°… -6°С, липня +19°…+І9,5°С. Річна кількість опадів складає 500—525 мм.
За геоботанічним районуванням У країни ця територія належить до Європейської широколистяної області, Подільсько-Бесарабської провінції. Вінницького (Центрально-подільського) округу. Територія заказника являє собою стрічковидної форми долини безіменного струмка. Тут розташоване болото, яке сильно обводнене і вода стоїть на поверхні.
У рослинному покриві переважають високотравні угрупування рогозу широколистого й очерету. У комплексі з ними трапляються угруповання осоки стрункої та омської, а також у групування аїру. По болоту розкидані кущі і куртини верби попелястої і тритичинкової, біля країв — дерева вільхи і невеликі смуги вільшаників.
Флора болота типова для високотравних боліт Лісостепу — тут трапляються комиш лісовий, планук верболистий, вербозілля звичайне, чистець болотний тощо. Становить інтерес масове зростання на болоті отруйного і лікарського виду цикути отруйної. У значній кількості біля країв болота зростає цінна рідкісна рослина — оман високий, росте тут і валер'яна висока. Зростає тут вид, що занесений до «Червоної книги України» — зозульки м'ясо-червоні (лучно-болотна орхідея).
Малоростівське болото становить цінність і науковий інтерес як ділянка типових болотних угруповань Лісостепу, де зростають популяції цінних лікарських рослин. Малоростівське болото має багату орнітофауну і ентомофауну, має гідрологічне значення.

## Галерея

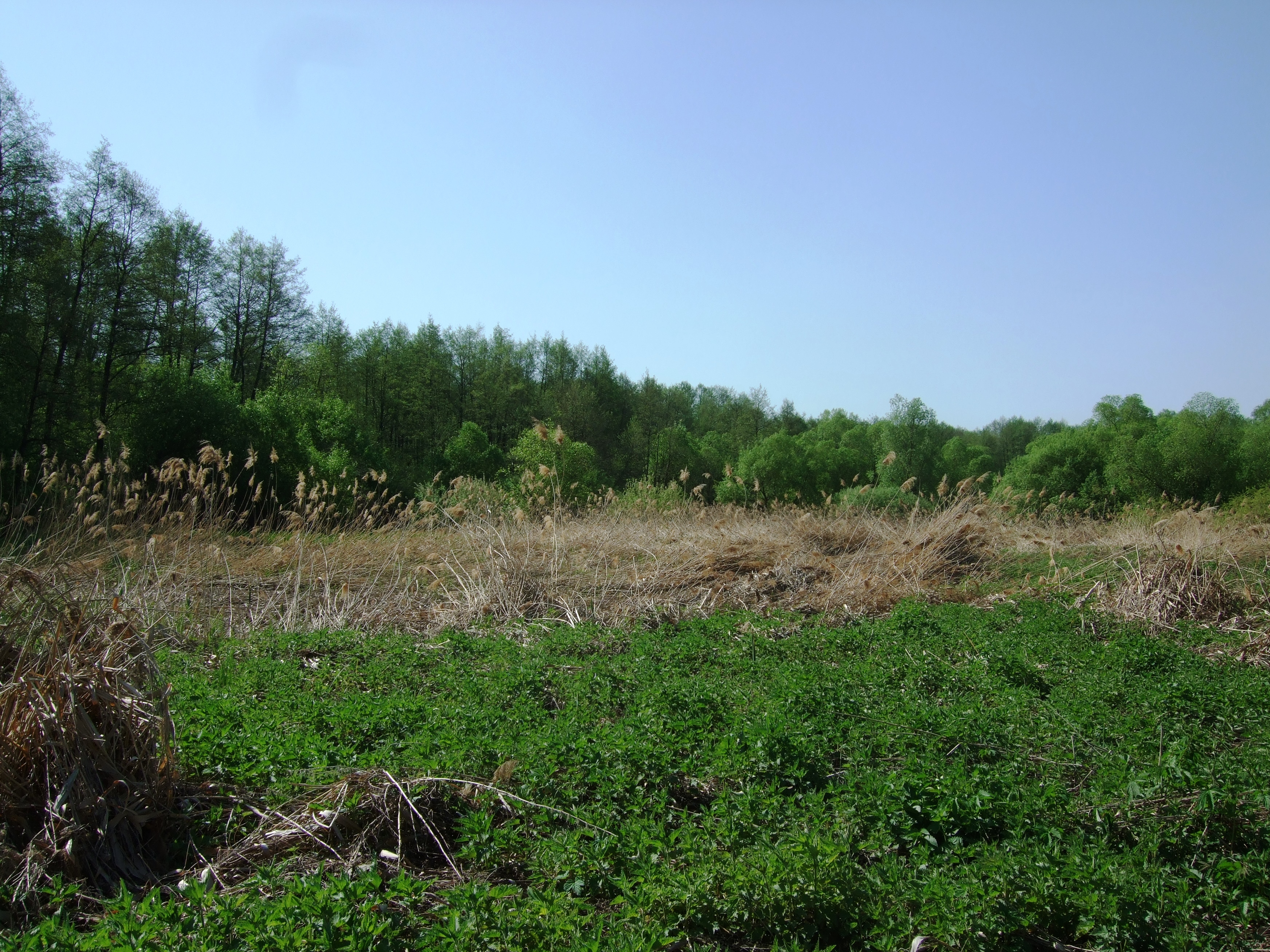
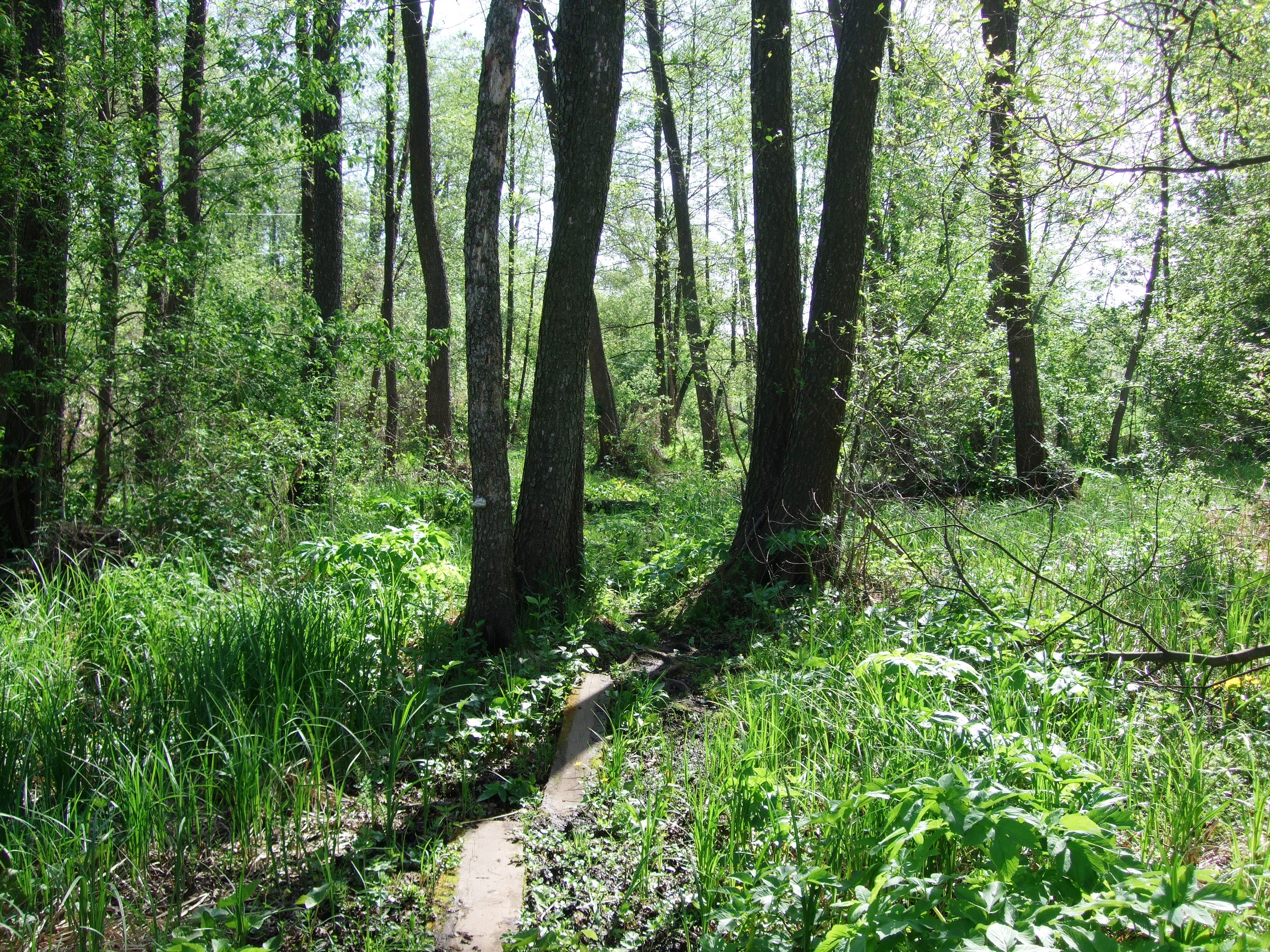
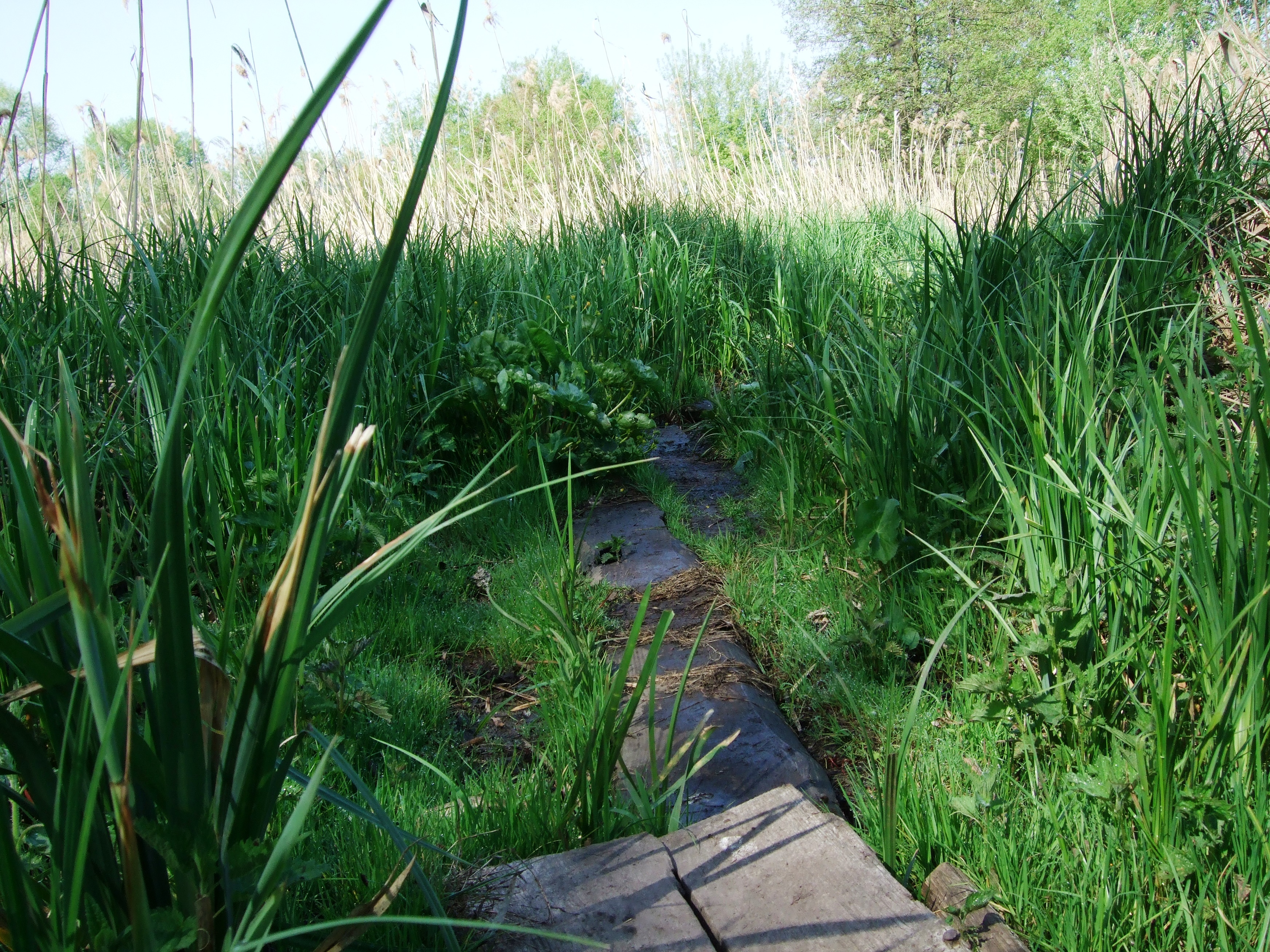
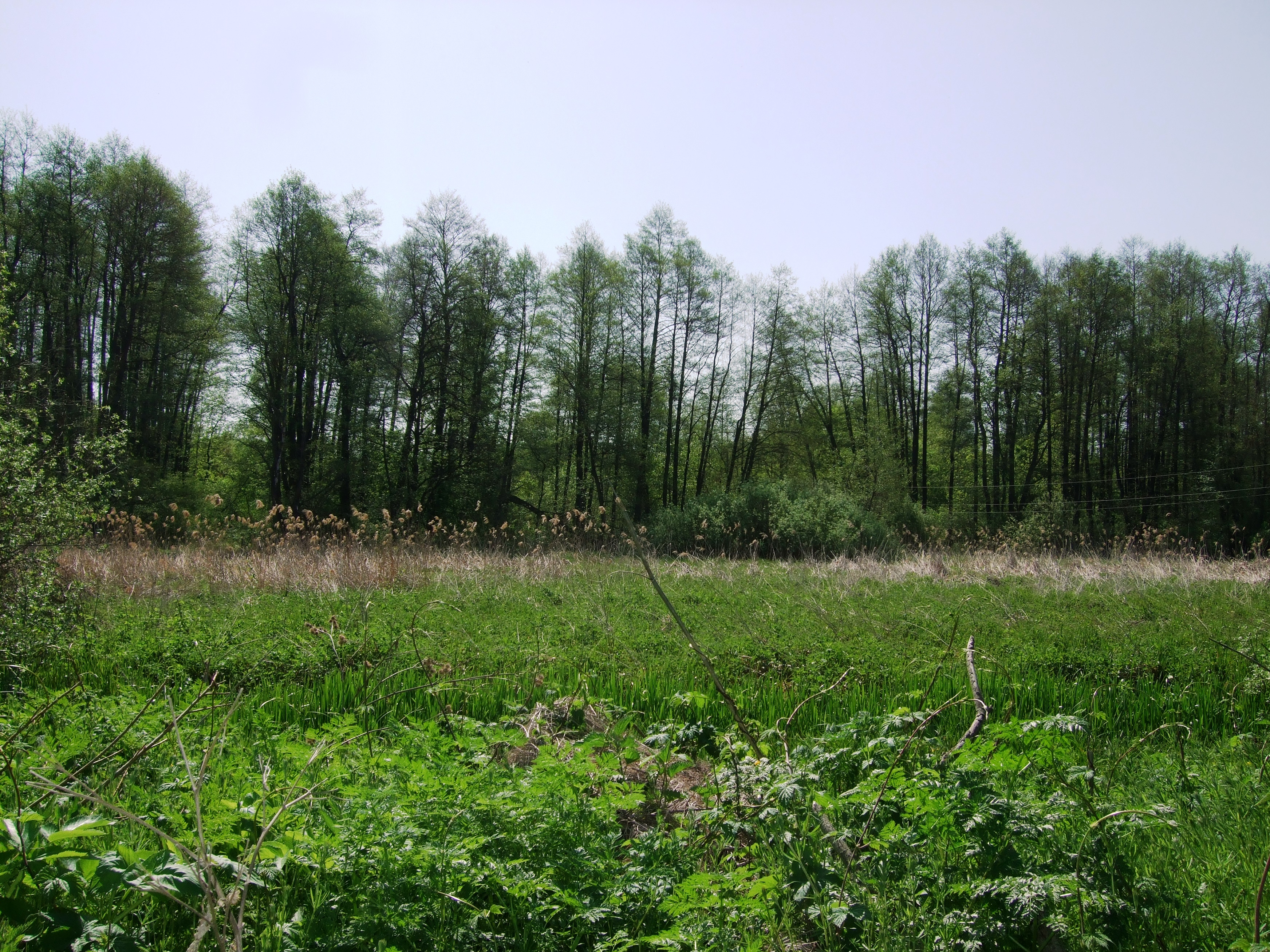
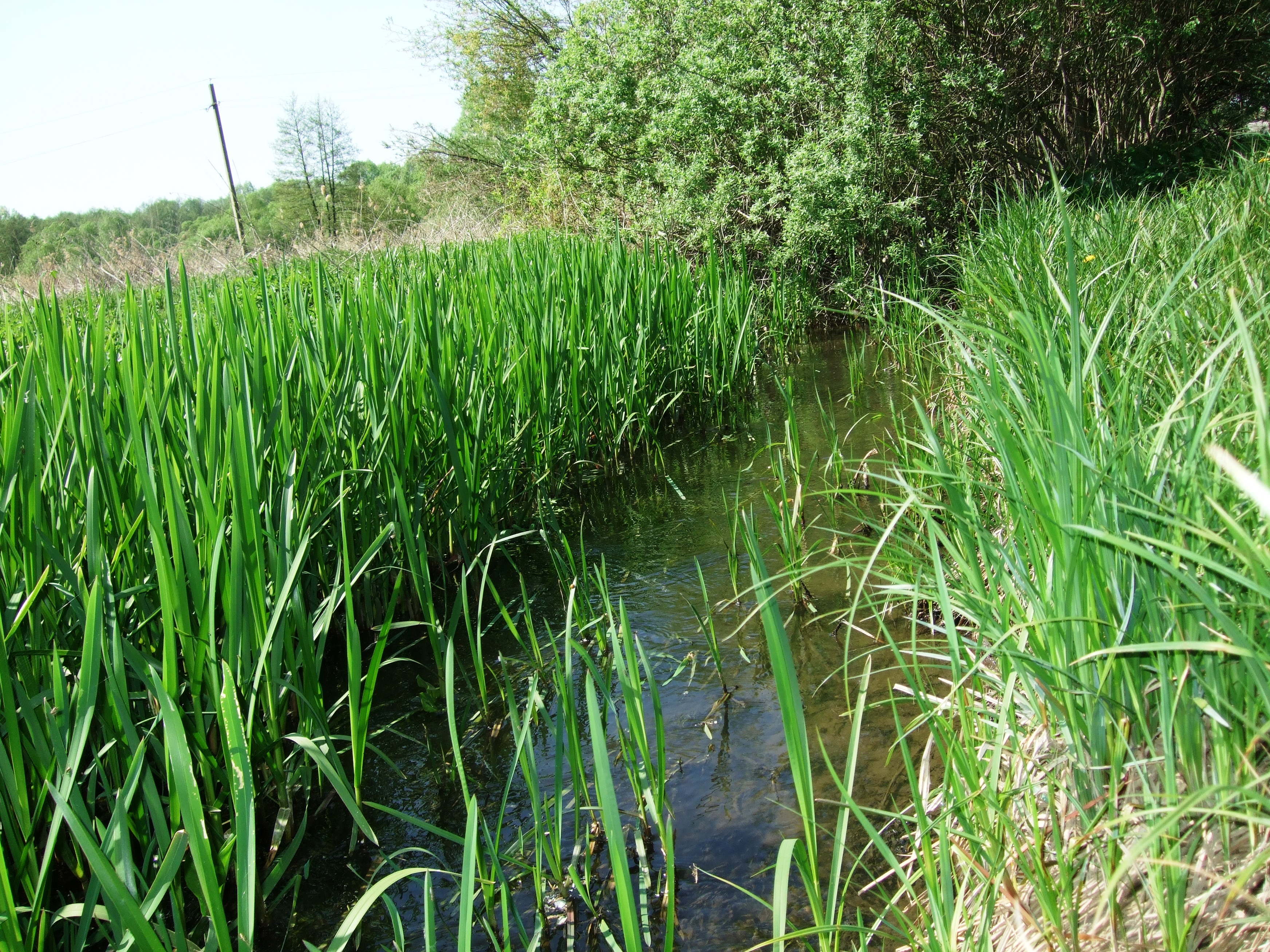
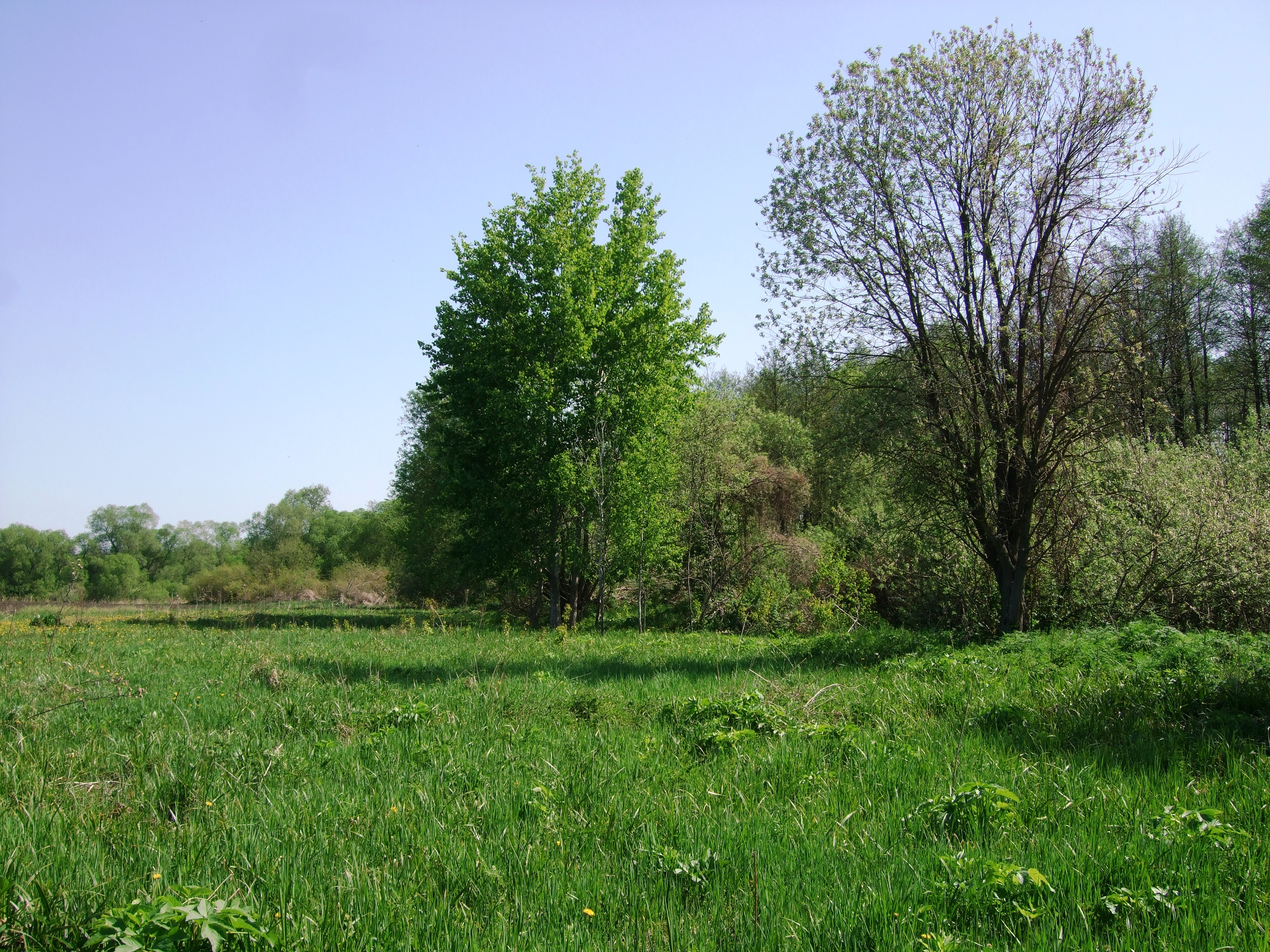
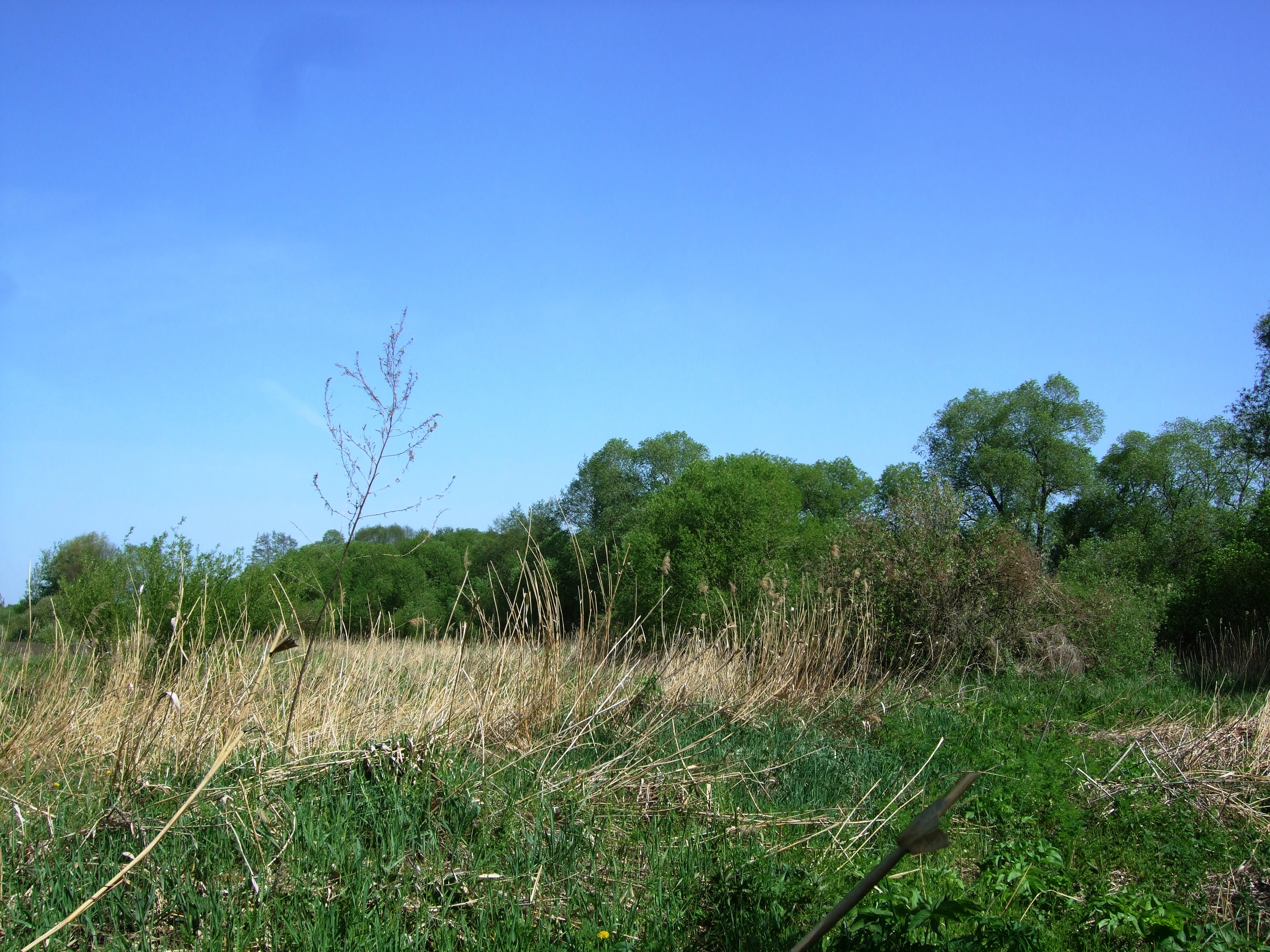
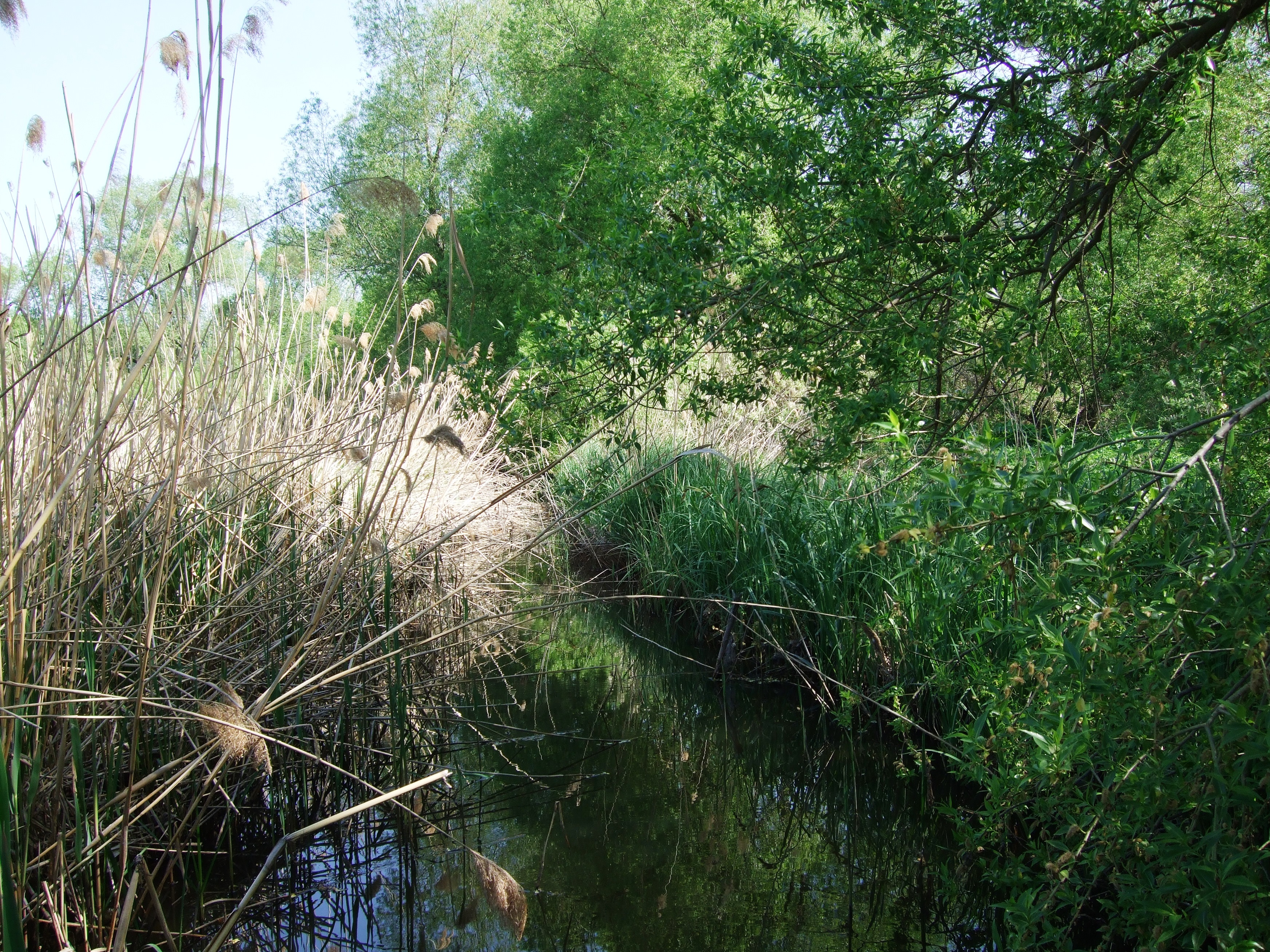